# Swordquest
Swordquest es una serie incompleta de videojuegos producido por Atari, Inc. en 1982. Destacaba por formar parte de un concurso con premios reales. La saga constaba de tres juegos publicados y un cuarto previsto que fue cancelado debido a la Crisis del videojuego de 1983. Cada uno de los tres juegos vino acompañado de un cómic que, no solo explicaba la historia, sino que formaba parte de la solución a un acertijo en forma de juego de pistas. Los jugadores que conseguían averiguar el acertijo, podían participar en una competición entre ellos en las oficinas de Atari, para optar a una serie de premios valorados en  $150,000. La serie se considera como una posible secuela posible del popular videojuego de 1979 Aventura, pero desarrolló una mitología y sistema de juego únicos. Los libros de cómic estuvieron producidos por DC Cómics, escritos por Roy Thomas y Gerry Conway, y dibujados y coloreados por George Pérez y Dick Giordano. 
Los juegos de la serie Swordquest (junto con En busca del Arca perdida de Atari 2600) fueron  algunos de los primeros intentos de combinar elementos narrativos y de lógica, representando los precursores de las aventuras gràficas. El último juego de la saga, Airworld, no vio la luz y tampoco pudo finalizar la serie de concursos que incluía un gran combate final entre los ganadores da cada uno de los concursos anteriores.

## Juegos
Atari tenía prevista la creación de cuatro juegos interrelacionados de Swordquest, basados en los cuatro elementos:  tierra, fuego, agua, y aire. La compañía pretendió que fuera obligatorio jugar a cada uno de los  cuatro juegos para poder obtener el premio final. Todos seguían el mismo sistema de juego: una aventura de rompecabezas que mezclaba elementos de Arcade propio de los juegos de acción. El protagonista vaga a través de cada pantalla, cogiendo y guardando ítems, jugando simplificadas variantes de los actuales juegos de "twitch" entre pantallas. Si los elementos correctos estaban colocados en una habitación, aparecía una pista señalando al jugador a una página y tablero en el cómic incluido con el juego. Allí, el jugador debía encontrar una palabra escondida. Si el jugador encontraba las cinco, o en el caso de Waterworld, cuatro pistas correctas, entre todas las palabras escondidas, podrían enviar la frase a Atari y tener una posibilidad de competir en las finales y ganar un premio. En las finales, los jugadores que habían logrado llegar, competían con una versión especial del juego, y para ver quien encontraba más pistas en 90 minutos, consiguiendo un premio especial para cada uno de los 4 juegos. Los ganadores de los cuatro concursos de juego irían a una competición final donde competirían para una espada, la “Espada del Último Conjuro” valorada en $50,000. Solo dos de las competiciones tuvieron lugar antes que Atari cancelara el concurso en 1983.